# Open Water (álbum)
Open Water é o quarto álbum de estúdio do cantor alemão Sasha, lançado a 3 de março de 2006.
O disco teve pouco desempenho, tendo mesmo sido o menos vendido do cantor até à data. Do álbum saíram dois singles, "Slowly" e "Goodbye."

## Faixas
1. "I'm Alive" — 3:51
2. "Automatic" — 3:40
3. "Slowly" — 4:17
4. "Different Me" — 3:57
5. "Open Water" — 3:33
6. "Breathe" — 4:31
7. "Paralyzed" — 4:08
8. "Miracle Mile" — 2:58
9. "Good Things" — 3:36
10. "How Do You Know" — 4:20
11. "Wake the Sun" — 5:23
12. "Goodbye" — 3:33

## Paradas
| Parada (2006)      | Posição |
| ------------------ | ------- |
| Áustria            | 24      |
| Swiss Music Charts | 36      |